# Provinz General Sánchez Cerro
Die Provinz General Sánchez Cerro liegt in der Region Moquegua im Süden von Peru. Die Provinz hat eine Fläche von 5682 km². Beim Zensus 2017 betrug die Einwohnerzahl 14.865. 10 Jahre zuvor lag sie noch bei 24.904. Verwaltungssitz ist Omate. Benannt wurde die Provinz nach Luis Miguel Sánchez Cerro (1889–1933), General und Staatschef Perus.

## Geographische Lage
Die Provinz General Sánchez Cerro liegt im Norden der Region Moquegua. Sie besitzt eine Längsausdehnung in SW-NO-Richtung von 145 km. Die Provinz erstreckt sich über die peruanischen Westkordillere. Im Süden der Provinz liegt die wüstenhafte, aride Küstenregion. Die Provinz reicht bis auf 35 km an die Pazifikküste heran. Der Fluss Río Tambo entwässert das Gebiet. Im Nordwesten der Provinz erhebt sich der 5672 m hohe Vulkan Ubinas.
Die Provinz General Sánchez Cerro grenzt im Süden an die Provinz Mariscal Nieto, im Nordosten an die Region Puno sowie im Nordwesten an die Region Arequipa.

## Verwaltungsgliederung
Die Provinz General Sánchez Cerro besteht aus den folgenden elf Distrikten. Der Distrikt Omate ist Sitz der Provinzverwaltung.
| Distrikt        | Verwaltungssitz |
| --------------- | --------------- |
| Chojata         | Chojata         |
| Coalaque        | Coalaque        |
| Ichuña          | Ichuña          |
| La Capilla      | La Capilla      |
| Lloque          | Lloque          |
| Matalaque       | Matalaque       |
| Omate           | Omate           |
| Puquina         | Puquina         |
| Quinistaquillas | Quinistaquillas |
| Ubinas          | Ubinas          |
| Yunga           | Yunga           |